# MPEG-1 Audio Layer II
MPEG-1 Audio Layer II (сокр. MP2, иногда неправильно называется Musicam) — один из трёх форматов сжатия звука с потерями, определённых в стандарте MPEG-1. Применяется в цифровом радиовещании DAB и устаревшем стандарте Video CD, который в 90-е годы использовался для распространения фильмов на оптических компакт-дисках и существовал до широкого распространения DVD.
MP2 развился из кодека MUSICAM (англ. Masking pattern adapted Universal Subband Integrated Coding And Multiplexing — универсальное полосное кодирование и мультиплексирование с адаптацией к шаблону маскировки), разработанного CCETT, Philips и IRT в 1989 году как часть межгосудартвенной инициативы EUREKA 147 (проекта DAB) по разработке и исследованиям систем цифрового радиовещания для стационарных, портативных и мобильных приёмных устройств.
Основные параметры сжатия аудио в MPEG-1 были унаследованы из MUSICAM, включая банк фильтров, обработку во временной области, размер аудиокадра и т. д. Однако после дополнительного усовершенствования, алгоритм MUSICAM не был использован в финальной версии стандарта MPEG-1 Layer II.

## Основные параметры
- MPEG-1 Audio Layer II определён в стандарте ISO/IEC 11172-3 (MPEG-1 Часть 3)
  - Частота дискретизации: 32, 44,1 и 48 кГц
  - Битрейты: 32, 48, 56, 64, 80, 96, 112, 128, 160, 192, 224, 256, 320 и 384 кбит/с.
- Расширение формата было представлено в MPEG-2 Audio Layer II и определено в стандарте ISO/IEC 13818-3 (MPEG-2 Part 3)[5][6]
  - дополнительные частоты дискретизации: 16, 22,05 и 24 кГц
  - дополнительные битрейты: 8, 16, 24, 40 и 144 кбит/с, для формата 5.1 — около 1 Мбит/с.
  - поддержка многоканальности — до 5 полных каналов и канала низкочастотных эффектов.
- Поддерживается переменный битрейт (VBR)

## Кодирование и декодирование MP2

### Метод кодирования
Входной цифровой звуковой сигнал разделяется на кадры (фреймы), каждый из которых кодируется и декодируется независимо от других кадров. Размер кадра для уровня Layer II составляет 1152 отсчёта.
Полоса аудиосигнала с помощью цифровых полосовых фильтров разбивается на 32 поддиапазона. Все поддиапазоны имеют одинаковую ширину, которая зависит от частоты дискретизации входного сигнала. После разделения частота дискретизации уменьшается в 32 раза, так что число отсчётов в кадре в каждом поддиапазоне равно 36.
Затем выполняется квантование данных. Предварительно определяются масштабные множители, которые зависят от максимального значения сигнала. При этом масштабный множитель определяется для групп по 12 отсчётов в каждом поддиапазоне, причём множитель может быть общим для двух или трёх групп. Таким образом, для каждого поддиапазона в кадре определяется до трёх масштабных множителей. Перед квантованием значения сигнала делятся на соответствующие масштабные множители.
Затем в блоке квантования и кодирования выполняется квантование данных. В основе сжатия звуковой информации на уровне Layer II лежит метод, называемый адаптивным распределением битов. Этот метод заключается в выполнении квантования с различным числом двоичных разрядов квантования для разных частотных поддиапазонов. При этом используется равномерное квантование. Полное число битов, выделяемых на все поддиапазоны в данном кадре, зависит от частоты дискретизации входного сигнала и от заданной выходной скорости передачи двоичных символов, то есть от требуемой степени сжатия звуковой информации. Распределение битов по поддиапазонам осуществляется блоком психоакустической модели.
После квантования выполняется кодирование полученных данных. Квантованные отсчёты сигнала в каждом поддиапазоне объединяются по три, и полученные последовательности битов кодируются с использованием таблиц кодов с переменной длиной. Кроме того, с помощью соответствующих таблиц кодируются данные о распределении битов по поддиапазонам и данные о масштабных множителях.
Чтобы выполнить распределение битов в блоке психоакустической модели, анализируется спектр исходного звукового сигнала (не разложенного на поддиапазоны). Для этого производится быстрое преобразование Фурье участков этого сигнала по 1024 отсчётов, после чего вычисляется спектр мощности звукового сигнала и величины звукового давления в каждом частотном поддиапазоне.
Затем анализируются тональные (синусоидальные) и нетональные составляющие звукового сигнала, определяются локальные и глобальные пороги маскировки и вычисляются отношения сигнал/маскирующий сигнал для всех поддиапазонов, на основании которых производится распределение битов по поддиапазонам.
В тех поддиапазонах, в которых искажения звука, вызываемые квантованием, менее заметны для слушателя или маскируются большим уровнем сигнала в других поддиапазонах, квантование делается более грубым, то есть для этих поддиапазонов выделяется меньше битов. Для полностью маскируемых поддиапазонов битов совсем не выделяется. Благодаря этому удаётся существенно уменьшить количество передаваемой информации при сохранении достаточно высокого качества звука.

### Декодирование
Данные, содержащиеся в кадре, декодируются в соответствии с порядком их следования и таблицами кодов, которые содержатся в программе работы декодера. Декодированные данные о распределении битов и о масштабных множителях используются для декодирования и деквантования звуковых данных. После деквантования отсчёты сигналов поддиапазонов умножаются на соответствующие масштабные множители.
После декодирования и деквантования отсчёты сигналов всех поддиапазонов объединяются в выходной цифровой звуковой сигнал.